# Palais Orbeliani
Le palais Orbeliani (géorgien : ორბელიანის სასახლე) ou la résidence Atoneli (géorgien : ათონელის რეზიდენცია) est la résidence officielle du président de la Géorgie. Il est situé dans la rue Atoneli, dans le centre de Tbilissi,. C'était autrefois la demeure d'Elizabeth Orbeliani, poétesse géorgienne et première femme universitaire du pays.

## Histoire

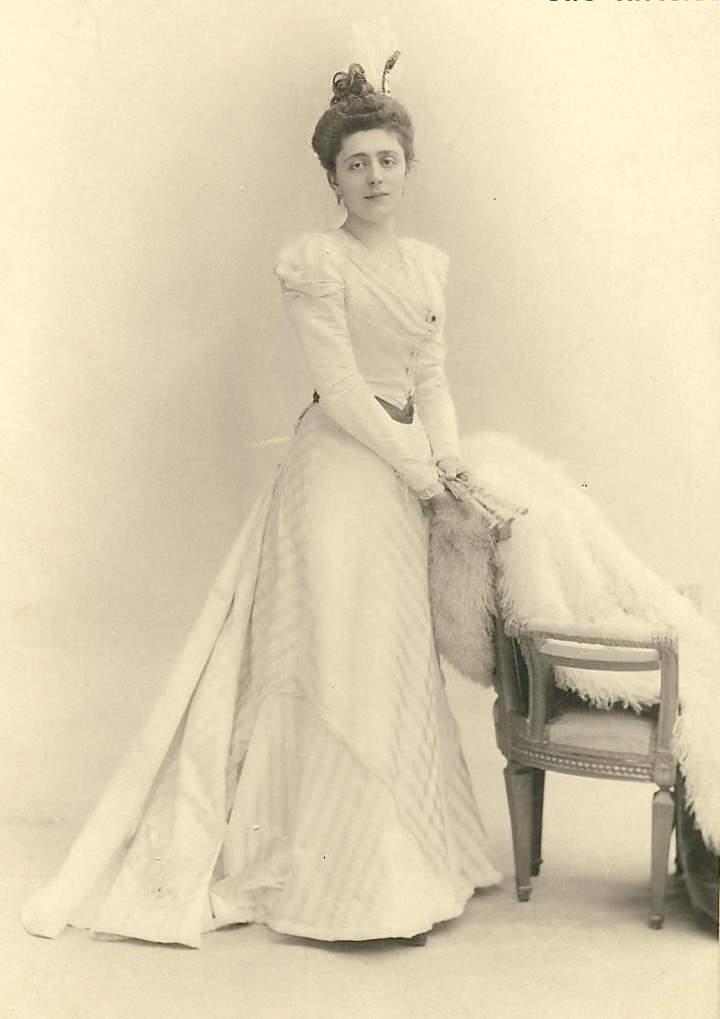
Élisabeth Orbeliani.

Le Palais Orbeliani date de la fin du XIXe siècle. Parmi ses résidents figuraient Grigol Orbeliani, un poète romantique géorgien, et Elizabeth Orbeliani, une poétesse et première femme professeur d'université de Géorgie. Aujourd'hui encore, une salle du palais dédiée à Élisabeth Orbeliani est utilisée pour recevoir les dignitaires étrangers. 
Le bâtiment a également servi d’ambassade américaine en Géorgie dans les années 1990 et au début des années 2000. En 2013, environ 25 millions de lari géorgiens ont été dépensés pour rénover le palais. 
Le palais est parfois appelé la « Résidence Atoneli » car il est situé dans la rue Atoneli, du nom du moine géorgien médiéval Georges d'Athos.

### Résidence présidentielle
La femme politique géorgienne et ancienne diplomate française Salomé Zourabichvili a annoncé lors de sa campagne présidentielle de 2018 qu'elle ne travaillerait pas depuis le palais présidentiel d'Avlabari si elle était élue. Ce palais, inauguré en juillet 2009, a été construit pendant la présidence de Mikheïl Saakachvili, avec lequel Zourabichvili s'était brouillé. Zourabichvili a déclaré qu'elle préférait le palais d'Orbeliani parce qu'il était plus discret et que les membres des maisons d'Orbeliani et Baratashvili, qui y résidaient autrefois, étaient ses ancêtres historiques,.
Après son élection, elle a rencontré le président sortant, Giorgi Margvelashvili, au palais Avlabari avant d'emménager au palais Orbeliani le 18 décembre 2018. 

## Noms des salles de réception
- Salle Amra
- Salle Galaktion
- Salle de la Toison d'Or
- Salle Prométhée
- Salle Roustavéli
- Cabinet présidentiel Sulkhan-Saba Orbeliani

## Galerie

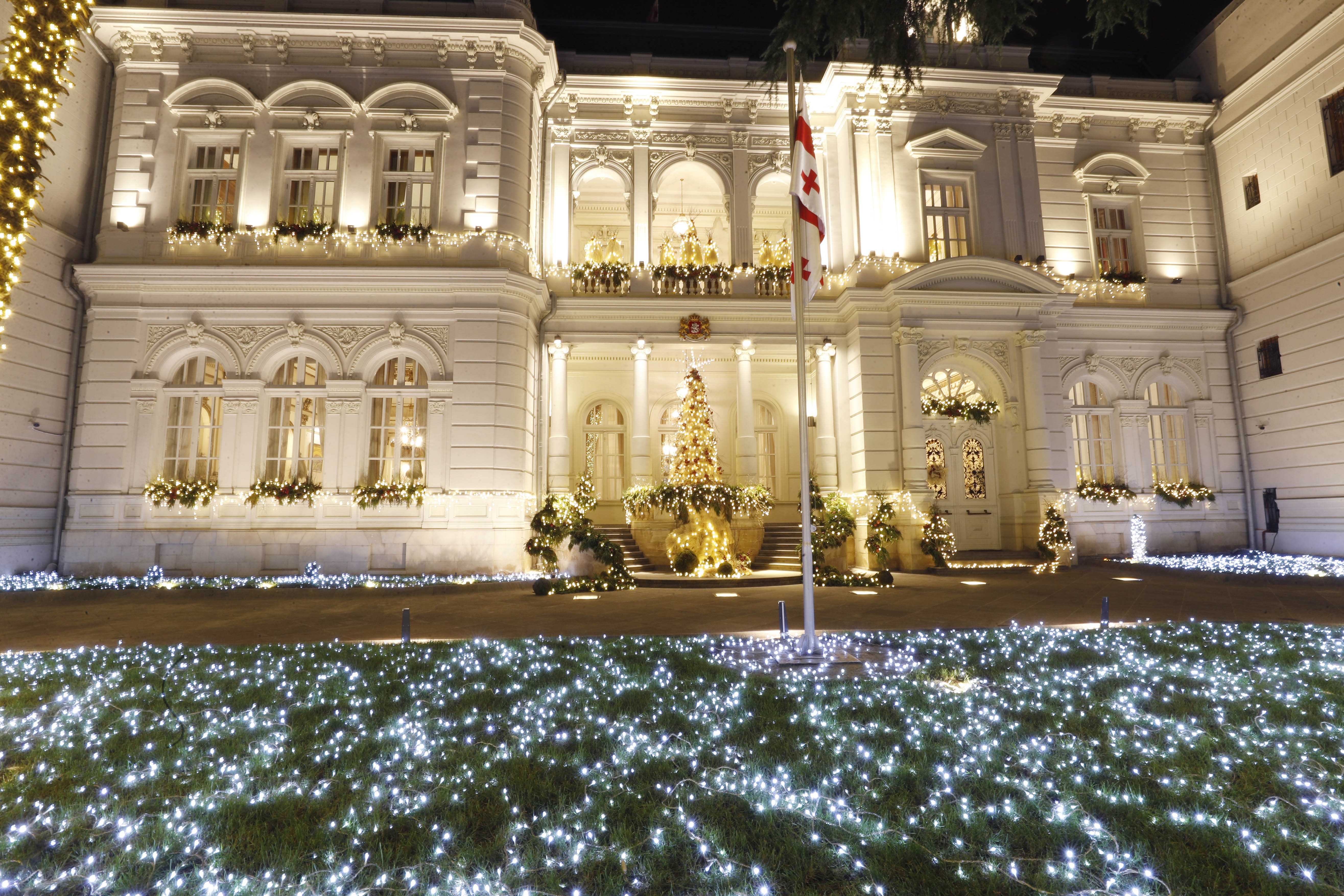
Le palais Orbeliani décoré pour Noël.
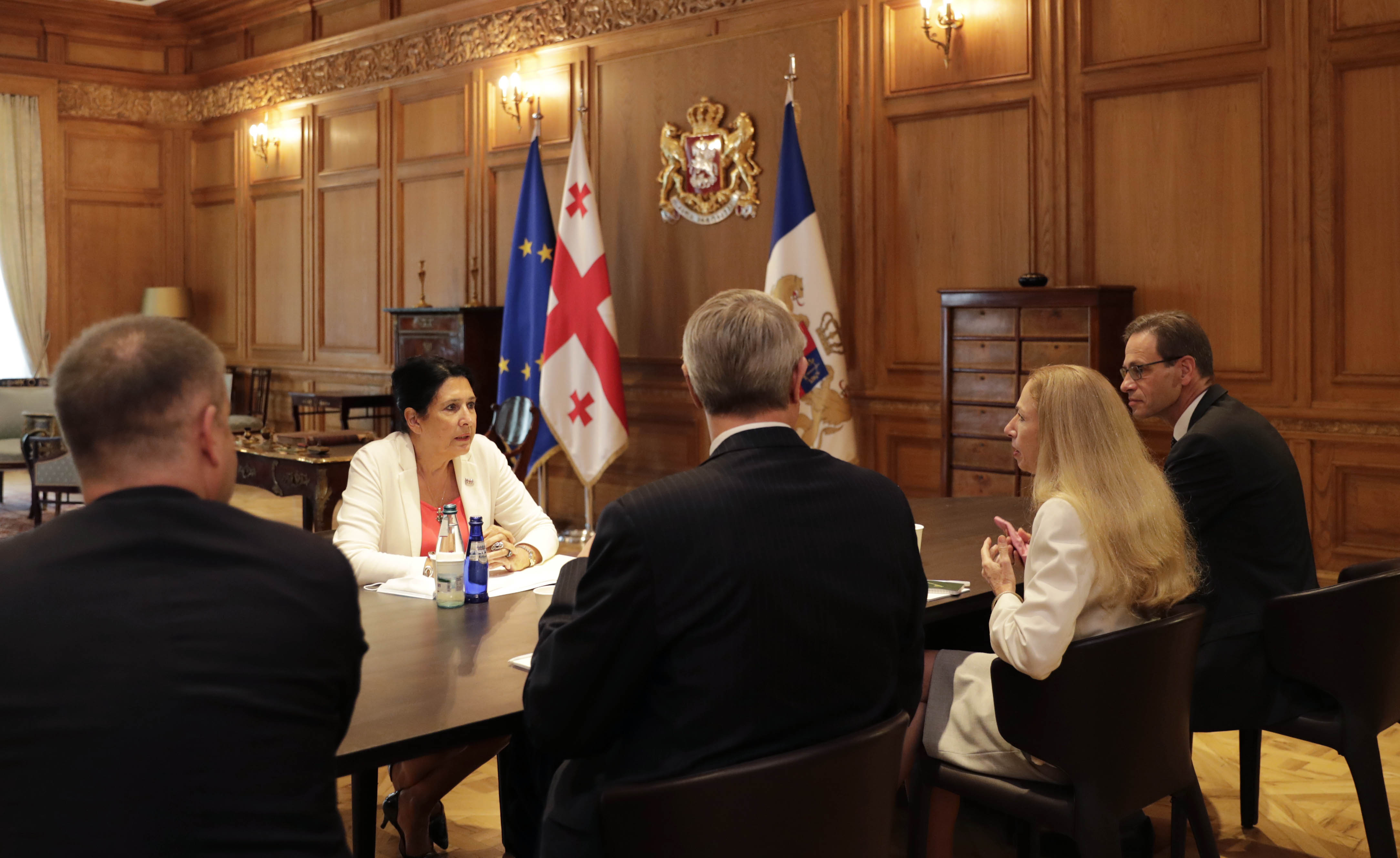
La présidente Salomé Zourabichvili rencontre les ambassadeurs étrangers au palais Orbeliani.
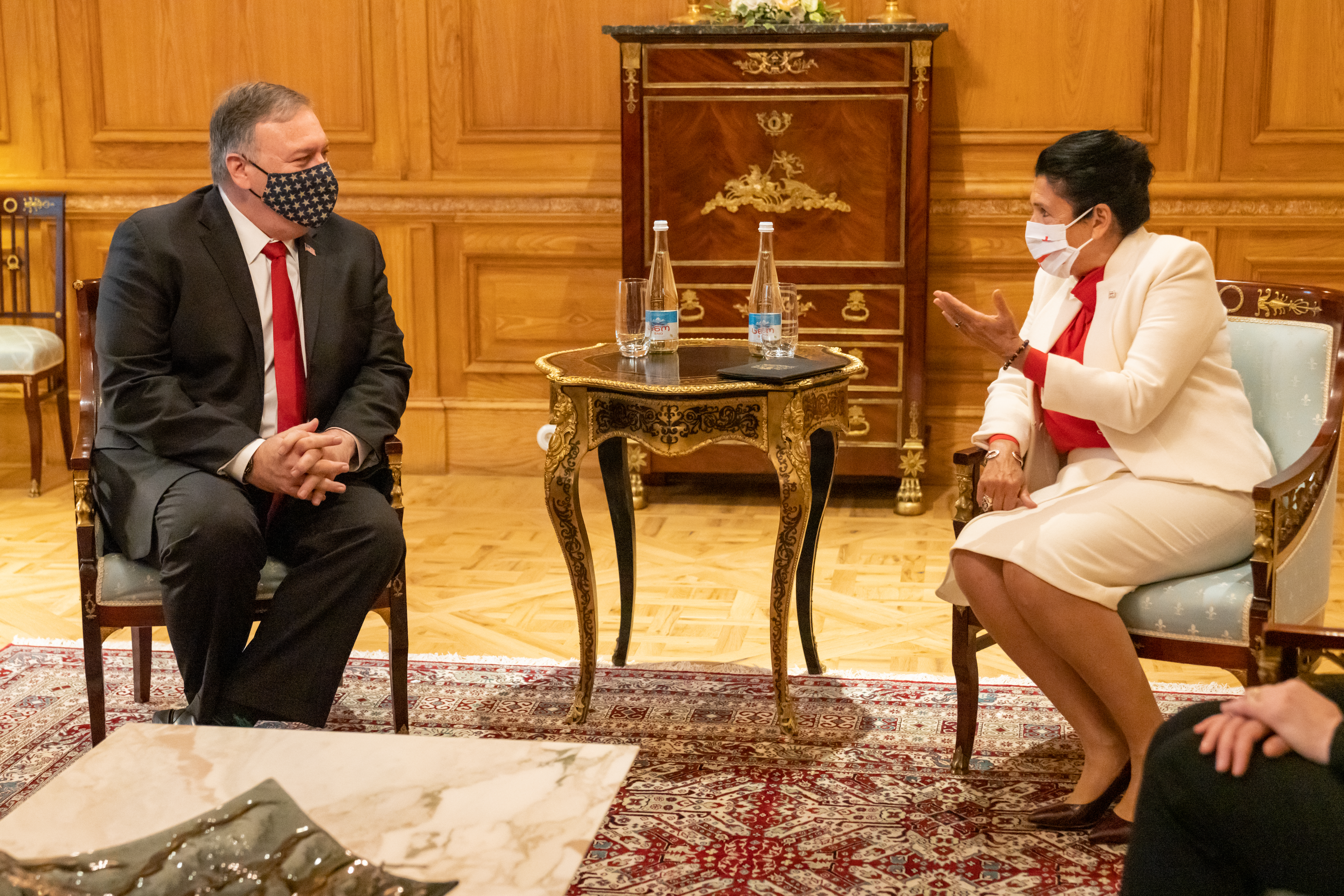
La présidente Salomé Zourabichvili rencontre le secrétaire d'État américain Mike Pompeo.
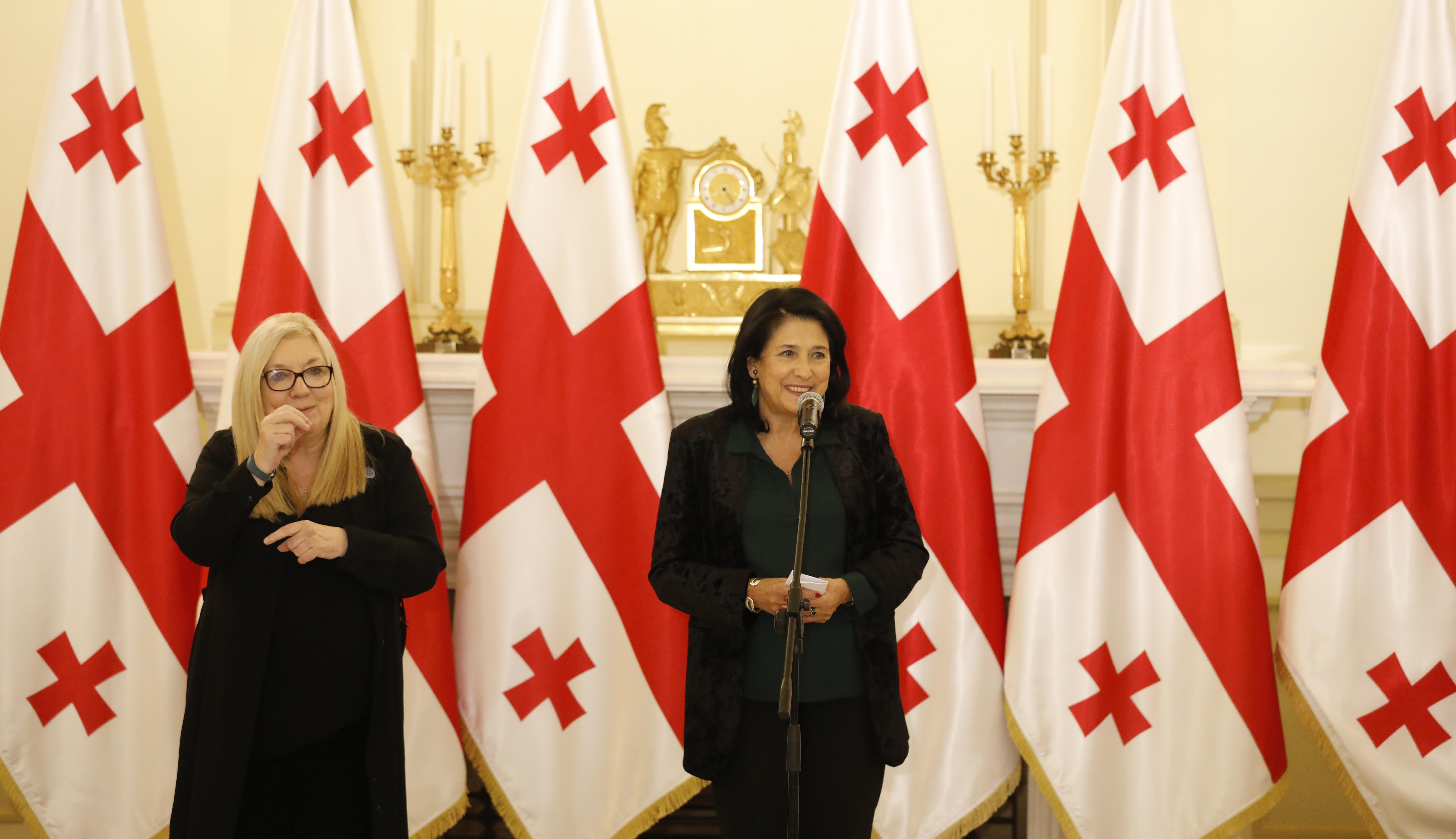
La présidente Salomé Zourabichvili s'adressant à l'Association des malentendants.